# Kościół Świętych Stygmatów św. Franciszka z Asyżu w Woźnikach
Kościół Świętych Stygmatów świętego Franciszka z Asyżu – kościół będący świątynią klasztoru Franciszkanów. Znajduje się we wsi Woźniki, w gminie Grodzisk Wielkopolski, w powiecie grodziskim, w województwie wielkopolskim.
Murowana świątynia została ukończona w 1723 roku, co jest uwidocznione na fasadzie. Kościół został wybudowany przez pracującego przez całe życie w Wielkopolsce architekta włosko-szwajcarskiego  Jana Catenazziego, którego wspomagał budowniczy zakonny Mateusz Osiecki. Stworzyli oni razem jeden z najcenniejszych zabytków barokowych Wielkopolski: jednonawowy kościół o elewacji wzorowanej na tylnej fasadzie fary poznańskiej i bardzo bogatym od strony architektonicznej wnętrzu, które do 1775 roku otrzymało piękne wyposażenie. Obok stał czworokątny klasztor, w którym przebywało 20 zakonników.
Po rozbiorach władze pruskie najpierw zabroniły przyjmować nowych zakonników, natomiast w 1836 roku dokonały kasacji klasztoru. Przez kilka lat mieścił się w nim zakład dla emerytów, następnie szkoła, aż wreszcie zabudowania zostały sprzedane Konstancji Mielżyńskiej z Chobienic – z rodziny, która miała tutaj groby swoich przodków. Większa część klasztoru została rozebrana, natomiast w 1926 roku świątynia uznana została za ruinę i zabroniono w niej odprawiania nabożeństw. Polska Ludowa potraktowała ten obiekt jako mienie prywatne i upaństwowiła – zabytkowe wyposażenie zostało przeniesione do okolicznych świątyń i do Poznania, z kolei klasztor został przekazany do administrowania Nadleśnictwu Podłoziny.
Długoletnie starania o należne zainteresowanie się tym wartościowym zabytkiem w końcu przyniosły skutek. W 1976 roku zabudowania poklasztorne zostały przejęte przez władze kościelne i rozpoczęto remont. W okolicy brak jednak mieszkańców dla których można by tu erygować parafię. Prace ruszyły więc na dobre dopiero w 1978 roku, po przybyciu do Woźnik franciszkanów – zakonników z tej samej rodziny Braci Mniejszych co pierwotni gospodarze klasztoru (odłam zwany reformatami został zniesiony). Sporego wysiłku wymagało odzyskanie dawnego wyposażenia, które szczęśliwie zachowało się w innych świątyniach m.in. w Kościele św. Stanisława w Buku, z Ptaszkowa natomiast powróciły stare sprzęty liturgiczne. Remont w świątyni i podziemiach został ostatecznie zakończony w 1992 roku, natomiast jego przeprowadzenie zostało uhonorowane nagrodą przez Ministerstwo Kultury i Sztuki.
We wnętrzu znajduje się: 7 ołtarzy, stalle, balustrada, ławki i 3 konfesjonały, wykonane w drewnie przez rzemieślnika zakonnego Tomasza Mielnarskiego, którego wspomagał brat Adam Sikorski. Rzeźby zostały wykonane być może przez Antoniego Schultza z Rawicza – znanego twórcę z drugiej połowy XVIII wieku. W ołtarzu głównym znajduje się obraz Odpust Porcjunkuli, który zastąpił zaginiony obraz oryginalny. Na ścianach zostały zawieszone kopie portretów fundatorów i dobrodziejów klasztoru. Dużym zainteresowaniem odwiedzających cieszą się podziemia, w których są umieszczone trzy krypty z kilkudziesięcioma trumnami (m.in. członków znanej wielkopolskiej rodziny Mielżyńskich). Zawieszona tu jest również tablica z nazwiskami wszystkich reformatów z Woźnik, których w latach 1660-1836 było 91, w tym 16 zmarłych w opinii świętości.